# مجموعه حوضخانه حاج سیدمحمد
مجموعه حوضخانه حاج سیدمحمد مربوط به دوره صفوی - دوره زند است و در کاشان، خیابان آیت الله کاشانی واقع شده و این اثر در تاریخ ۵ آذر ۱۳۷۹ با شمارهٔ ثبت ۲۸۹۹ به‌عنوان یکی از آثار ملی ایران به ثبت رسیده است.